# ریال سعودی
ریال سعودی(به عربی: الریال السعودی) با کد ایزو ۴۲۱۷ SAR یکای پول کشور پادشاهی عربی سعودی است. هر ریال سعودی به ۱۰۰ هلله تقسیم می‌شود. نهاد مسئول انتشار و مدیریت این پول بانک مرکزی این کشور است و از سال ۱۹۸۶ تا کنون ارزش آن در مقابل دلار به نرخ ۳٫۷۵ ثابت مانده است.

## تاریخچه
تا پیش از تشکیل عربستان سعودی سکه‌های ریال حجاز میان مردم رایج بود.
در سال ۱۹۶۰ هر ریال به ۲۰ قرش بخش می‌شد؛ این روند با رونمایی از هلاله در ۱۹۶۳ که یک‌صدم هر ریال ارزش‌گذاری شد، تغییر کرد.
ریال سعودی از سال ۱۹۸۶ تاکنون با نرخ یک دلار در برابر ۳٫۷۵ ریال با دلار آمریکا تثبیت می‌شود.
عربستان سعودی در سال ۲۰۱۰ به دیگر کشورهای عضو شورای همکاری خلیج فارس پیشنهاد برقراری یک وحدت پولی را میان کشورهای عربی حوزه خلیج فارس داد هرچند این پیشنهاد عملی نشد.

## کشورهای دیگر که ریال یکای پول آن‌ها است
| نام کشور      | یکای پول |
| ------------- | -------- |
| ایران         | ریال     |
| عربستان سعودی | ریال     |
| عمان          | ریال     |
| قطر           | ریال     |
| یمن           | ریال     |
| کامبوج        | ریال     |